# Hollerheck
Koordinaten: 49° 50′ 19″ N, 8° 14′ 55″ O
Das Naturschutzgebiet Hollerheck liegt im Landkreis Mainz-Bingen in Rheinland-Pfalz. Das etwa zehn Hektar große Gebiet, das im Jahr 1990 unter Naturschutz gestellt wurde, erstreckt sich südlich der Ortsgemeinde Köngernheim und nördlich der Ortsgemeinde Friesenheim entlang der Selz. Unweit nördlich verläuft die Bundesstraße 420 und östlich die Landesstraße 425.